# 데스캠프 24시
《데스캠프 24시》는 MBC every1의 텔레비전 프로그램이다.
야생에서 24시간 동안 다양한 미션을 통해 최후의 우승자를 가리는 리얼 버라이어티로 토니안을 비롯해 방송인 지석진, 황현희, 양세형, 이켠, 정주리, 한영, 피오 등 총 8명이 출연했다.

## 출연진
- 토니안
- 지석진
- 황현희
- 양세형
- 이켠
- 정주리
- 한영
- 피오